# Европейский диалект английского языка
Европе́йский диале́кт англи́йского языка́ или европе́йский англи́йский, также известный как е́вро-англи́йский (англ. European English, EU English, или Continental English, дословно — «Континентальный Английский») — пиджин-диалект английского языка, основанный на распространённых ошибках перевода, ложных друзьях переводчика и технических терминах Европейского союза, также включает в себя часть лексики и грамматики родных языков англоговорящих людей, для которых английский язык не является родным языком.
Диалект используется сугубо на территории Европы, особенно в Евросоюзе; в основном среди штатных сотрудников Евросоюза, экспатриантов и мигрантов из стран ЕС, широко используется среди молодых европейцев, в частности, молодых иностранных путешественников, например, участников программы студенческого обмена «Эразмус», а также среди европейских дипломатов с более низким уровнем владения английским языком.

## История
Использование английского языка в Европе развивалось в XIX веке, когда Британская империя унаследовала колонии в материковой Европе, такие как Мальта, Кипр, Гибралтар, Менорка, Гелиголанд и Ионические острова, последние три из которых находятся на территории современных Испании, Германии и Греции соответственно.
Термин «евро-английский» (англ. Euro English) был впервые использован в научной статье «Euro-English» немецкого лингвиста Бродера Карстенсена (нем. Broder Carstensen) в книге-сборнике «Лингвистика через исторические и географические границы» (Linguistics across Historical and Geographical Boundaries) в 1986 году для обозначения принятия англицизмов в Европе:

Пришло время изучить английский язык, на котором говорит немецкий политик, отправляющийся в Брюссель на встречу со своими коллегами из Дании и других стран, также пришло время изучить английский язык, на котором говорит немецкий шофёр, который хочет поговорить со своими датскими, французскими и другими коллегами в Брюсселе. Пришло время изучить английский язык, на котором говорят немецкие, французские, норвежские и другие пилоты, которые летают в Анкару, Варшаву, Москву и т. д., и путешествующие самолётом, которые застряли в приёмных залах своих финских и других отелей и вынуждены разговаривать на английском языке. Английский, которым пользуются эти люди, также является своего рода евро-английским, и очевидно, что он будет довольно сильно отличаться от реального современного английского языка, который был его первоначальной моделью.
Оригинальный текст (англ.)It is time to investigate the English spoken by the German politician who goes to Brussels to meet his colleagues from Denmark and other countries, it is also time to investigate the English spoken by the German chauffeur who wants to talk to his Danish, French etc. colleagues in Brussels. It is time to look into the English spoken by German, French, Norwegian etc. pilots who fly to Ankara, Warsaw, Moscow etc. and the air travellers who find themselves stuck in the reception halls of their Finnish etc. hotels and have to converse in English. The English these people use is also a kind of Euro-English, and it is obvious that it will be rather different from the real present-day English usage that was its original model.

Расширение Европейского союза в течение нескольких десятилетий постепенно уменьшало влияние двух главных рабочих языков ЕС — немецкого и французского. Развитие программы студенческого обмена «Эразмус» создало новый класс «подвижных» европейцев, которые нуждались в лингва-франка для общения по всей Европе.
Вопрос о том, приводит ли заимствование английского языка неродными носителями в континентальной Европе к появлению потенциальной европейской разновидности английского языка, ещё не решён. Исследователь Сандра Моллин (Sandra Mollin) отвергает «евро-английский» как разновидность английского языка. По мнению Форша (Forche), многие черты, предположительно характе́рные для евро-английского, могут быть идентифицированы как ошибки учащихся, хотя есть некоторые тенденции к «нативизации».
Евро-английский язык создавался под сильным влиянием и доминированием британского английского языка, поскольку Великобритания была членом ЕС с 1973 по 2020 год. Однако выход Великобритании из ЕС в начале 2020 года дал толчок тому, что круг диалектов родного английского языка в ЕС сократился в основном до разновидностей гиберно-английского языка, на которых говорят в Республике Ирландия; журналист Нихил Соннад (Nikhil Sonnad) считает, что это даст возможность романским языкам оказать большее влияние на евро-английский диалект. Существует также возможность того, что один из романских языков заменит английский: после выхода Великобритании из Европейского союза в 2020 году правительство Франции поощряет более широкое использование французского языка в качестве рабочего языка.

## Грамматика

### Спряжение
Носители евро-английского диалекта часто опускают суффикс 3-го лица ед. числа «-s» в глаголах. Например, в предложении на европейском английском «He often call meetings» (с англ. — «Он часто созывает собрания») слово «call» (с англ. — «зовёт, созывает») написано без суффикса «-s» на конце, хотя по правилам английского языка написание данного суффикса является обязательным, «He often calls meetings».
Носители евро-английского языка, в частности, выходцы из Восточной Европы, могут использовать прогрессивный аспект со стативными предикатами, например, сказать «I'm coming from Russia» вместо правильного «I come from Russia» (с англ. — «Я родом из России»). Это обычно не допускается в стандартном английском языке, но допустимо в евро-английском.

### Дейксис
Грамматические конструкции, которые крайне часто встречаются у европейских носителей английского языка, например, «We were five people at the party» (дословно — «Нас было пять человек на вечеринке»), вместо стандартного английского «There were five people at the party» (дословно — «Там было пять человек на вечеринке»), вводят в английский язык тип обязательной «клюзивности», в которой говорящий всегда обозначает, является ли он частью какой-то большей группы людей.
Евро-английский диалект также отличается более частым использованием неопределённого личного местоимения «one» (с англ. — «любой, каждый»), например, в предложении «One can protect one’s country» (с англ. — «Каждый может защитить свою страну»), что отражает более частое использование подобных местоимений во всех европейских языках, кроме английского, но иногда они используются и в качестве возвратных местоимений третьего лица, например, во французском «on» и «se», скандинавских «sig» и «sin», немецком «sich» и т. д.
Говорящие на английском языке выходцы из Восточной Европы часто, при формировании предложений, в которых по смыслу должно использоваться настоящее совершённое время (Present Perfect), а также в которых имеются слова-«триггеры» настоящего времени, как «now» («сейчас», «теперь») и «for» («так как», «потому что»), ошибочно опускают вспомогательный глагол «have» перед глаголами, например, в предложении «Because now I finished school» («Потому что теперь я (в прошлом) окончил школу»), несмотря на слово-«триггер» «now», указывающее на настоящее время, использован глагол прошедшего времени, что есть грубая ошибка в стандартном английском языке, в котором написание вспомогательных глаголов обязательно, «Because now I have finished school».

### Словоизменение
Некоторые слова имеют множественное число с конечным «-s» в евро-английском диалекте, например, «informations» (дословно — «информации») и «competences» (дословно — «компетенции»), чтобы соответствовать аналогичным словам в европейских языках (например, «informations» (с фр. — «новости») и «compétences» (с фр. — «навыки»)), в то время как в британском или американском английских языках такая множественность является неправильной.

### Регистр
Европейские носители английского языка чрезвычайно часто предпочитают использовать «they» (с англ. — «они») единственного числа  в официально-деловом контексте, тогда как носители английского языка в США и Великобритании исторически считают его неформальным разговорным. Это отражает использование «единственного числа множественного числа», с точки зрения уровней формальности, в европейских языках, таких как французское «vous», немецкое «Sie», испанское «vos» (в настоящее время устарело), датское и норвежское «De», хотя все эти примеры используются строго во втором лице.

## Лексика
Лексика европейского английского языка, в основном, содержит в себе множество заимствований из языков Европейского союза, особенно французского, испанского и немецкого языков, а также часть ошибочных или намеренных искажений английских слов. Обилие подобной лексики в речах государственных и политических деятелей и служащих встретило резкую критику ряда организаций, в частности, Европейской комиссии по контролю за речью, которая впоследствии в 2013 году выпустила отдельную брошюру под названием «Неправильно используемые слова и выражения в публикациях ЕС» («Misused English words and Expressions in EU publications»), полностью посвящённую проблеме наличия ошибок в речи сотрудников, для которых английский язык не является родным. Ниже таблица с перечнем лексики, бо́льшая часть которой описана в брошюре Европейской комиссии:
| Стандартный Английский                                                                                     | Европейский Английский                                                        | Происхождение |
| --- | ----------------------------------------------------------------------------- | --- |
| Actor («Актёр/Актриса»)                                                                                    | Actor («Люди или организации, вовлечённые в выполнение чего-либо»), Actorness | |
| Advisability («Целесообразность»)                                                                          | Opportunity                                                                   | |
| Amend («Исправлять»), Change («Менять»)                                                                    | Modify, Modification                                                          | |
| Appropriate («подходящий», «соответствующий»)                                                              | Adequate («пригодный», «адекватный»)                                          | |
| Approval («Утверждение, согласование»), Endorsement («Подтверждение»)                                      | Visa                                                                          | |
| Attend («Посещать»)                                                                                        | Assist                                                                        | Французское «assister», испанское «asistir» («присутствовать где-то», «посещать»). |
| Big («Большой»), Large («Значительный»), Significant («Существенный»)                                      | Important                                                                     | |
| Boss («Шеф»), Manager («Менеджер»), Director («Директор»)                                                  | Hierarchical superior                                                         | |
| Bureaucracy («Бюрократия»)                                                                                 | Berlaymont                                                                    | |
| Certificate («Аттестат»)                                                                                   | Attestation                                                                   | |
| Choose, Select («Выбирать, избирать»), Adopt («Принимать»), Accept («Признавать»)                          | Retain                                                                        | |
| Conditions («Условия»)                                                                                     | Conditionality                                                                | |
| Committee procedure («Процедура комитета»)                                                                 | Comitology                                                                    | |
| Complicated («Сложный», «запутанный»), Complex («Комплексный»)                                             | Heavy                                                                         | |
| Comply with («Соответствовать с»), Adhere to («Придерживаться»)                                            | (To) Respect                                                                  | |
| Course («Курс»), Workshop («Семинар»), Presentation («Презентация»)                                        | Training (a)                                                                  | |
| Current («Текущий»; «текущий президент»)                                                                   | Actual                                                                        | Английское прилагательное «actual» (с англ. — «фактический») претерпело семантический сдвиг и теперь является ложным другом переводчика (напр., однокоренные слова в немецком «aktuell», голландском «actueel», французском «actuel», румынском/испанском/каталонском/галисийском «actual», португальском «atual», итальянском «итал. attuale», чешском «aktuální», польском «пол. aktualny»). |
| Deadline («Дедлайн»)                                                                                       | Delay                                                                         | Неизвестно. |
| Development («Развитие»), Trend («Тенденция»), Change («Изменение»), Upturn («Подъём»)                     | Evolution                                                                     | |
| Document («Документ»), Sheet («Лист»), Record («Запись»)                                                   | Fiche                                                                         | Французское «fiche» («запись», «отчёт»). |
| Draw up («Составлять»), Prepare («Подготавливать»)                                                         | Elaborate                                                                     | |
| Enact («Предписывать»), Implement («Осуществлять»)                                                         | Transpose                                                                     | |
| Encourage («Поощрять», «ободрять»)                                                                         | Incite                                                                        | |
| Establish («Установить»), Lay down («Заложить»), Set out («Изложить»), Draft («Составить»)                 | Define, Definition                                                            | |
| Expected to («Ожидалось, что»), Supposed to («Предполагалось, что»), Should («Должно»)                     | Normally                                                                      | Французское «normalement» («в теории», «если повезёт», «если всё пойдёт по плану»). |
| For («По причине»), If («Если»)                                                                            | In case, In case of                                                           | |
| Forward («Пересылать»), Send («Посылать»)                                                                  | Transmit                                                                      | |
| Health insurance («Медицинская страховка»)                                                                 | Sickness insurance                                                            | |
| Improve («Улучшать»), To bolster («Поддерживать»), Increase («Увеличивать»), Consolidate («Укреплять»)     | Reinforce                                                                     | |
| Increase the value of («Увеличивать ценность»)                                                             | (To) Valorise                                                                 | |
| IT («ИТ», «информационные технологии»)                                                                     | Informatics, Telematics                                                       | |
| Jurisdiction («Юрисдикция»)                                                                                | Competences                                                                   | |
| Lecture («Лекция»), Presentation («Презентация»)                                                           | Conference                                                                    | |
| Letter («Послание»), Memo («Меморандум»)                                                                   | Note                                                                          | |
| Limitation («Ограничение»)                                                                                 | Prescription                                                                  | |
| Method, Procedure («Метод»), Mode («Способ»)                                                               | Modality                                                                      | |
| Monitor («Человек, присматривающий за кем-то или чем-то»)                                                  | Control                                                                       | Французское «contrôler» («проверять», «контролировать»). |
| Must («Обязан»), Should («Должен»), May («Мочь»)                                                           | Shall                                                                         | |
| Non-Schengen country («Страна вне Шенгенской зоны»), Countries outside EU/EEA («Страны вне Евросоюза/ЕЭЗ») | Third country                                                                 | |
| Office («Кабинет»)                                                                                         | Cabinet                                                                       | Неизвестно. |
| One-off («Единичный случай»), Occasional («Случайный»), Individual («Отдельный»)                           | Punctual                                                                      | |
| Outlook («Мировоззрение»), Prospects («Перспектива»)                                                       | Perspective                                                                   | |
| Planning («Планирование»)                                                                                  | Planification                                                                 | Образовано в подражание романским языкам (фр. planification, исп. planificación). |
| Possible («Вероятно»)                                                                                      | Eventual, Eventually                                                          | Французское «éventuellement» («может быть», «если желаете»). |
| Procedure («Процедура»)                                                                                    | Exercise                                                                      | |
| Provide (with) («Обеспечить чем-то»), Guarantee («Гарантировать»)                                          | Ensure (to)                                                                   | |
| Reasonable («Приемлемый»), Available («Пригодный»)                                                         | Reasonability                                                                 | |
| Discussion («Обсуждение»), Think tank («Мозговой центр»), Forum («Форум»)                                  | Reflection, Reflection Group, Reflection Forum                                | |
| Six months («Шесть месяцев»)                                                                               | Semester                                                                      | |
| Service pass или Pass («Карта доступа»), Tag («Устройство для синхронизации»)                              | Badge                                                                         | |
| Standardised («Стандартизированный»), Uniform («Унифицированный»)                                          | Homogeneous                                                                   | |
| Supplement («Дополнение»)                                                                                  | To complete                                                                   | |
| To be naive («Быть наивным»)                                                                               | To be blue-eyed                                                               | Используется в скандинавских странах (и понимается в Германии). |
| To carry out («Осуществить»), To perform («Выполнить»)                                                     | To do                                                                         | |
| To overcharge («Завышать цену»)                                                                            | To salt                                                                       | |
| To plan («Планировать»), Envisage («Предусматривать»), Provide (for) («Обеспечивать»)                      | To foresee                                                                    | Французское «prévoir» («предусматривать»). |
| To refrain from doing something («Воздерживаться от действий»)                                             | To hop over                                                                   | Используется в скандинавских странах. |
| Within («В рамках»)                                                                                        | Inside                                                                        | |